# Serrat de Cal Pejan
El Serrat de Cal Pejan és una serra situada al municipi de la Baronia de Rialb a la comarca de la Noguera, amb una elevació màxima de 1169 metres.